# 690 до н. е.

## Події
- Початок правління фараона Тахарки в Єгипті.
- Цим роком за деякими джерелами датуються найстаріші копії вавилонського астрономічного каталогу «Мул Апін»[1].

### Астрономічні явища
- 22 січня. Кільцеподібне сонячне затемнення.[2]
- 18 липня. Повне сонячне затемнення.[2]